# Sprânceana, Iași
Sprânceana este un sat în comuna Erbiceni din județul Iași, Moldova, România.